# Giovanni Battista Marenco
Giovanni Battista Marenco (Ovada, 27 aprile 1853 – Torino, 22 ottobre 1921) è stato un arcivescovo cattolico italiano.

## Biografia
Nacque in Piemonte, ad Ovada il 27 aprile del 1853, settimo degli otto figli di Giacomo, messo comunale di Novi Ligure, e Maria Mottiero, filatrice.

### Formazione e ministero sacerdotale
Compiuti gli studi teologici nei Salesiani emise la professione religiosa e successivamente ricevette l'ordinazione sacerdotale nel dicembre del 1875. Diresse diversi istituti educativi e dal 1890 svolse il compito di ispettore per la Liguria. Nel 1899 fu scelto come procuratore generale dell'ordine presso la Santa Sede.

### Ministero episcopale
Nel 1909 papa Pio X lo nominò vescovo di Massa dove rimase fino al 1917 quando fu elevato alla dignità di arcivescovo ed inserito nel servizio diplomatico della Santa Sede. Ricoprì l'incarico di internunzio e delegato apostolico in America Latina svolgendo il suo ministero in Honduras, Nicaragua, Costa Rica, Guatemala e El Salvador fino alla sua morte sopraggiunta a Torino il 22 ottobre del 1921.

## Genealogia episcopale
La genealogia episcopale è:
- Cardinale Scipione Rebiba
- Cardinale Giulio Antonio Santori
- Cardinale Girolamo Bernerio, O.P.
- Arcivescovo Galeazzo Sanvitale
- Cardinale Ludovico Ludovisi
- Cardinale Luigi Caetani
- Cardinale Ulderico Carpegna
- Cardinale Paluzzo Paluzzi Altieri degli Albertoni
- Papa Benedetto XIII
- Papa Benedetto XIV
- Cardinale Enrico Enriquez
- Arcivescovo Manuel Quintano Bonifaz
- Cardinale Buenaventura Córdoba Espinosa de la Cerda
- Cardinale Giuseppe Maria Doria Pamphilj
- Papa Pio VIII
- Papa Pio IX
- Cardinale Raffaele Monaco La Valletta
- Cardinale Francesco Satolli
- Arcivescovo Giovanni Battista Marenco, S.D.B.